# Хосе де Еспронседа
Хосе де Еспронседа (ісп. Jose de Estronseda) — іспанський поет доби романтизму. Вважається одним з найвидатніших представників цієї доби в Іспанії.

## Творчість
Окрім лірики, у творчому доробку Еспронседи є дві поеми — «Саламанський студент» та «Світ-диявол». У поемах наявні зв'язки із «вічними образами» світової літератури — Дон Жуан та Фауст.

## Саламанський студент
Головний герой поеми — Фелікс де Монтемар. Його образ створено на основі відомої легенди про Дон Жуана. Фелікс не визнає жодної моралі, він кидає виклик як людським, там і божественним законам. У поемі також простежується вплив «байронічної традиції». Поема складається із чотирьох частин.

### Світ-диявол
Старий Адам завдяки втручанню надприродних сил знову отримує молодість та забуває усе, що раніше знав про світ. Він починає сприймати світ із захопленням. Але дійсність виявляється грубою та жорстокою. Поступово, через численні події, до героя приходить розуміння того, що світ є не ідеальним, а навпаки жорстоким та безжалісним.
Поема складається із шести пісень та є незакінченою.